# Kristoffer Pallesen
Kristoffer Pallesen (Aarhus, 30 aprile 1990) è un ex calciatore danese, di ruolo difensore.

## Carriera
Ha giocato nella prima divisione danese.

## Palmarès

### Club

#### Competizioni nazionali
- 1. Division: 1

Viborg: 2014-2015